# إيست هامبتون (نيويورك)
إيست هامبتون (بالإنجليزية: East Hampton (town), New York) هي بلدة أمريكية تقع في الولايات المتحدة في مقاطعة سوفولك، نيويورك. يقدر عدد سكانها بـ 21,457 نسمة ومساحتها 999.5 كم2 وترتفع عن سطح البحر 10 متر.

## المناخ
يظهر الجدول التالي التغييرات المناخية على مدار السنة لإيست هامبتون:
| البيانات المناخية لـإيست هامبتون  | البيانات المناخية لـإيست هامبتون | البيانات المناخية لـإيست هامبتون | البيانات المناخية لـإيست هامبتون | البيانات المناخية لـإيست هامبتون | البيانات المناخية لـإيست هامبتون | البيانات المناخية لـإيست هامبتون | البيانات المناخية لـإيست هامبتون | البيانات المناخية لـإيست هامبتون | البيانات المناخية لـإيست هامبتون | البيانات المناخية لـإيست هامبتون | البيانات المناخية لـإيست هامبتون | البيانات المناخية لـإيست هامبتون | البيانات المناخية لـإيست هامبتون |
| الشهر                             | يناير                            | فبراير                           | مارس                             | أبريل                            | مايو                             | يونيو                            | يوليو                            | أغسطس                            | سبتمبر                           | أكتوبر                           | نوفمبر                           | ديسمبر                           | المعدل السنوي                    |
| --------------------------------- | -------------------------------- | -------------------------------- | -------------------------------- | -------------------------------- | -------------------------------- | -------------------------------- | -------------------------------- | -------------------------------- | -------------------------------- | -------------------------------- | -------------------------------- | -------------------------------- | -------------------------------- |
| الدرجة القصوى °ف (°م)             | 55 (13)                          | 59 (15)                          | 70 (21)                          | 82 (28)                          | 86 (30)                          | 95 (35)                          | 100 (38)                         | 97 (36)                          | 93 (34)                          | 79 (26)                          | 72 (22)                          | 61 (16)                          | 100 (38)                         |
| متوسط درجة الحرارة الكبرى °ف (°م) | 36 (2)                           | 37 (3)                           | 43 (6)                           | 54 (12)                          | 63 (17)                          | 73 (23)                          | 79 (26)                          | 77 (25)                          | 72 (22)                          | 63 (17)                          | 45 (7)                           | 41 (5)                           | 57 (14)                          |
| المتوسط اليومي °ف (°م)            | 30 (−1)                          | 32 (0)                           | 36 (2)                           | 46 (8)                           | 54 (12)                          | 64 (18)                          | 70 (21)                          | 70 (21)                          | 64 (18)                          | 54 (12)                          | 43 (6)                           | 34 (1)                           | 50 (10)                          |
| متوسط درجة الحرارة الصغرى °ف (°م) | 23 (−5)                          | 25 (−4)                          | 30 (−1)                          | 39 (4)                           | 46 (8)                           | 57 (14)                          | 63 (17)                          | 63 (17)                          | 57 (14)                          | 45 (7)                           | 36 (2)                           | 27 (−3)                          | 43 (6)                           |
| أدنى درجة حرارة °ف (°م)           | −4 (−20)                         | 0 (−18)                          | 7 (−14)                          | 18 (−8)                          | 30 (−1)                          | 36 (2)                           | 45 (7)                           | 48 (9)                           | 36 (2)                           | 21 (−6)                          | 14 (−10)                         | 1 (−17)                          | −4 (−20)                         |
| معدل هطول الأمطار إنش (مم)        | 2.8 (70)                         | 2.8 (70)                         | 3.1 (80)                         | 3.9 (100)                        | 2.8 (70)                         | 2.0 (50)                         | 1.2 (30)                         | 0.8 (20)                         | 2.0 (50)                         | 2.8 (70)                         | 5.5 (140)                        | 2.4 (60)                         | 34.3 (870)                       |
| المصدر:                           |                                  |                                  |                                  |                                  |                                  |                                  |                                  |                                  |                                  |                                  |                                  |                                  |                                  |

## معرض صور

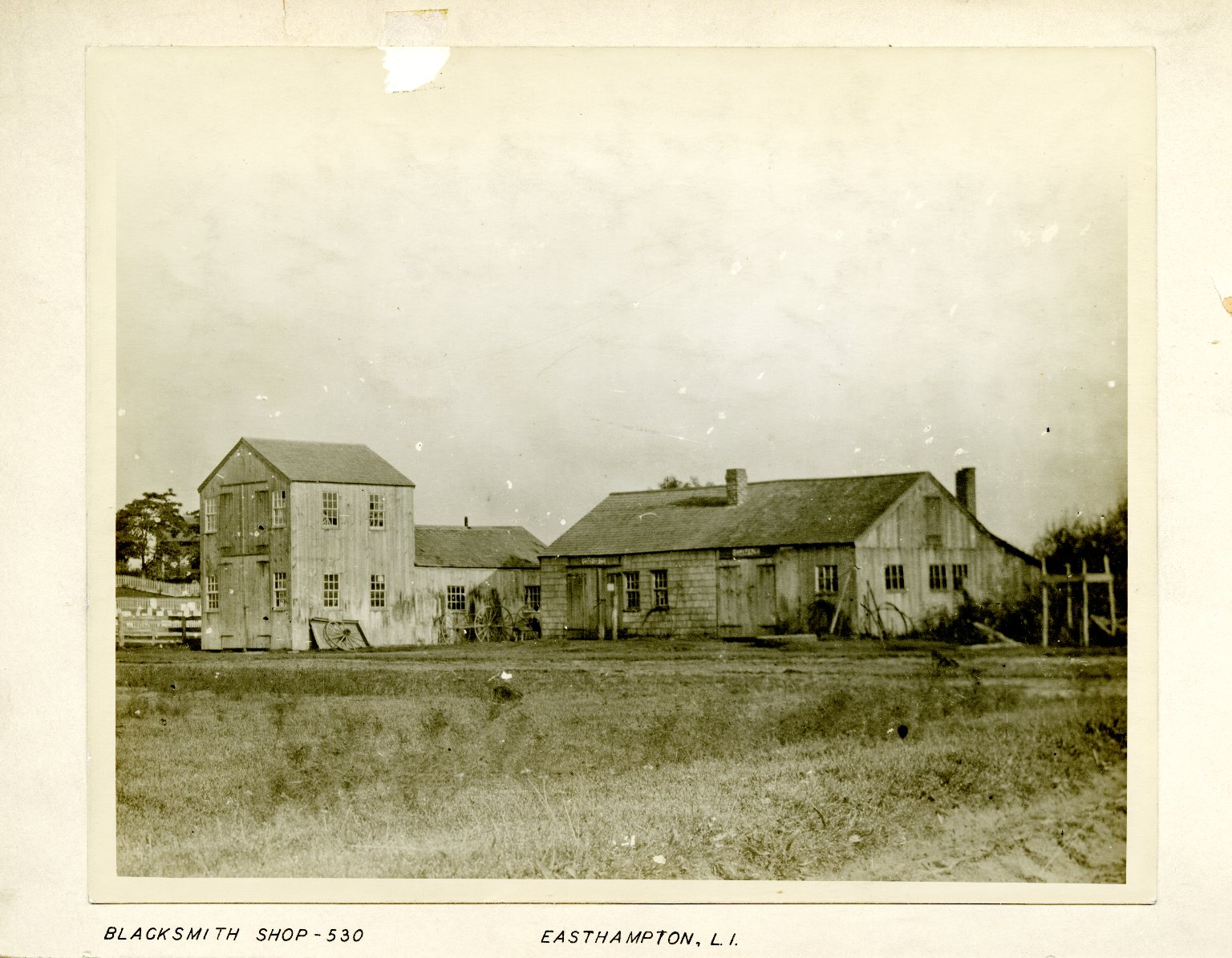
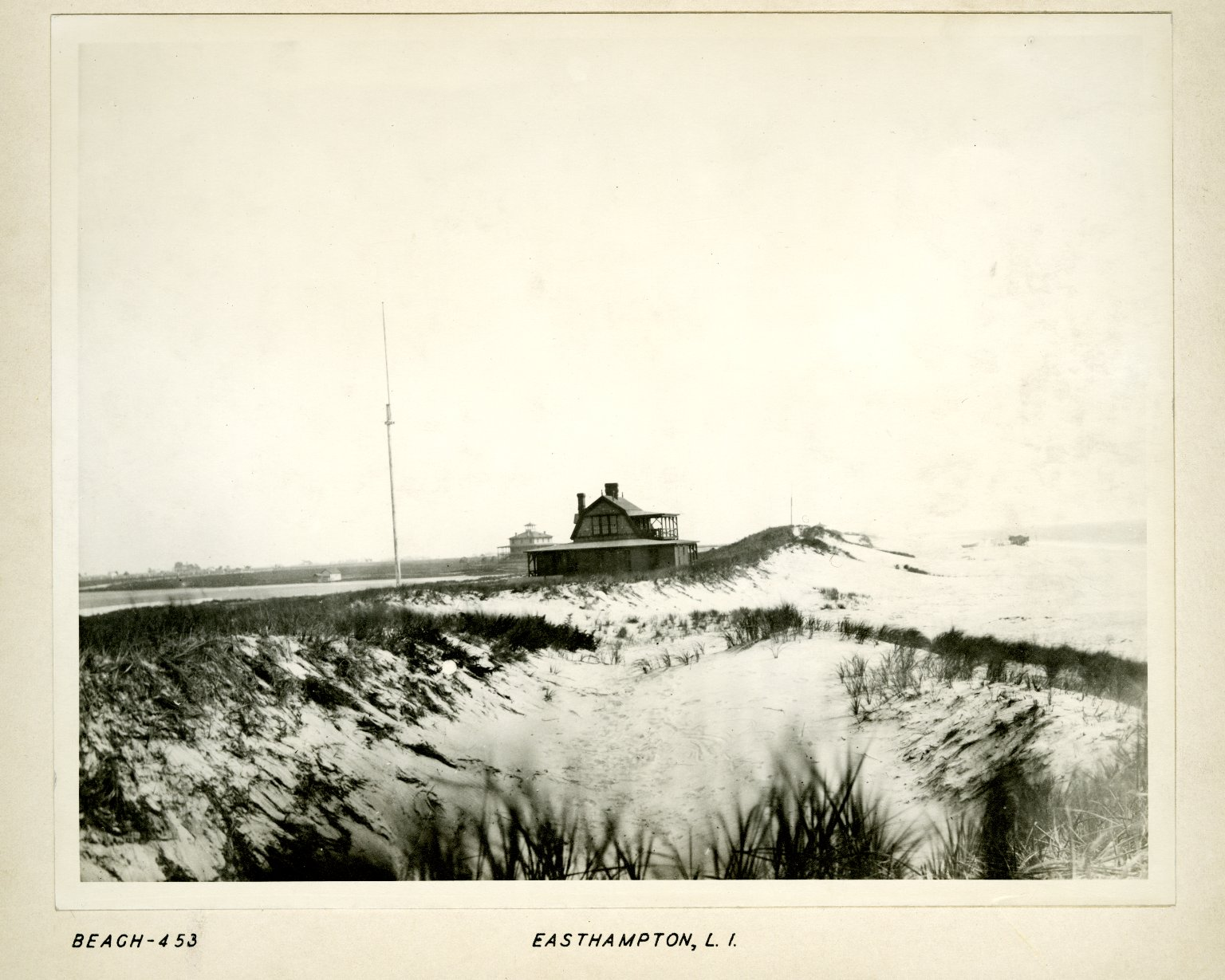
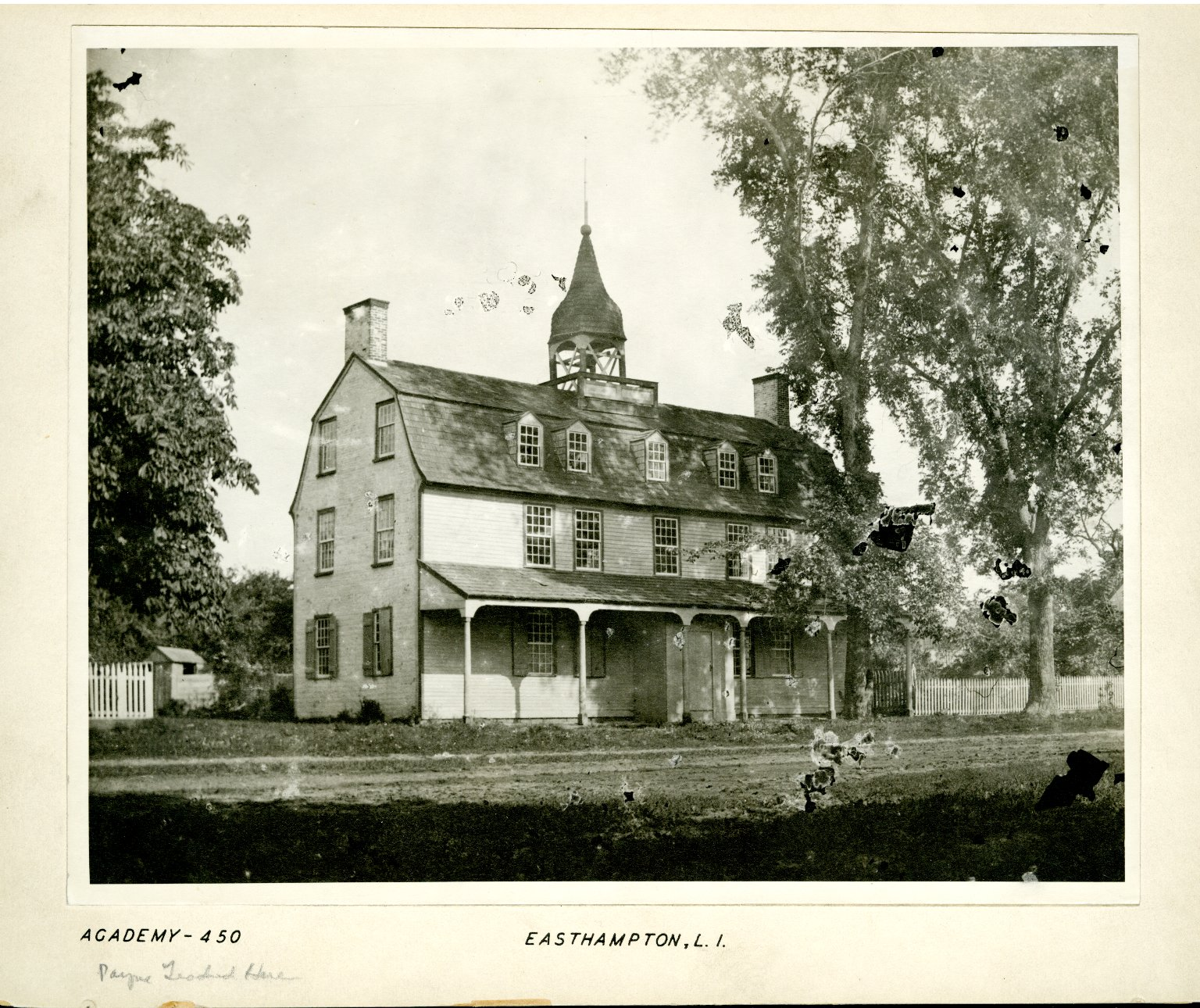
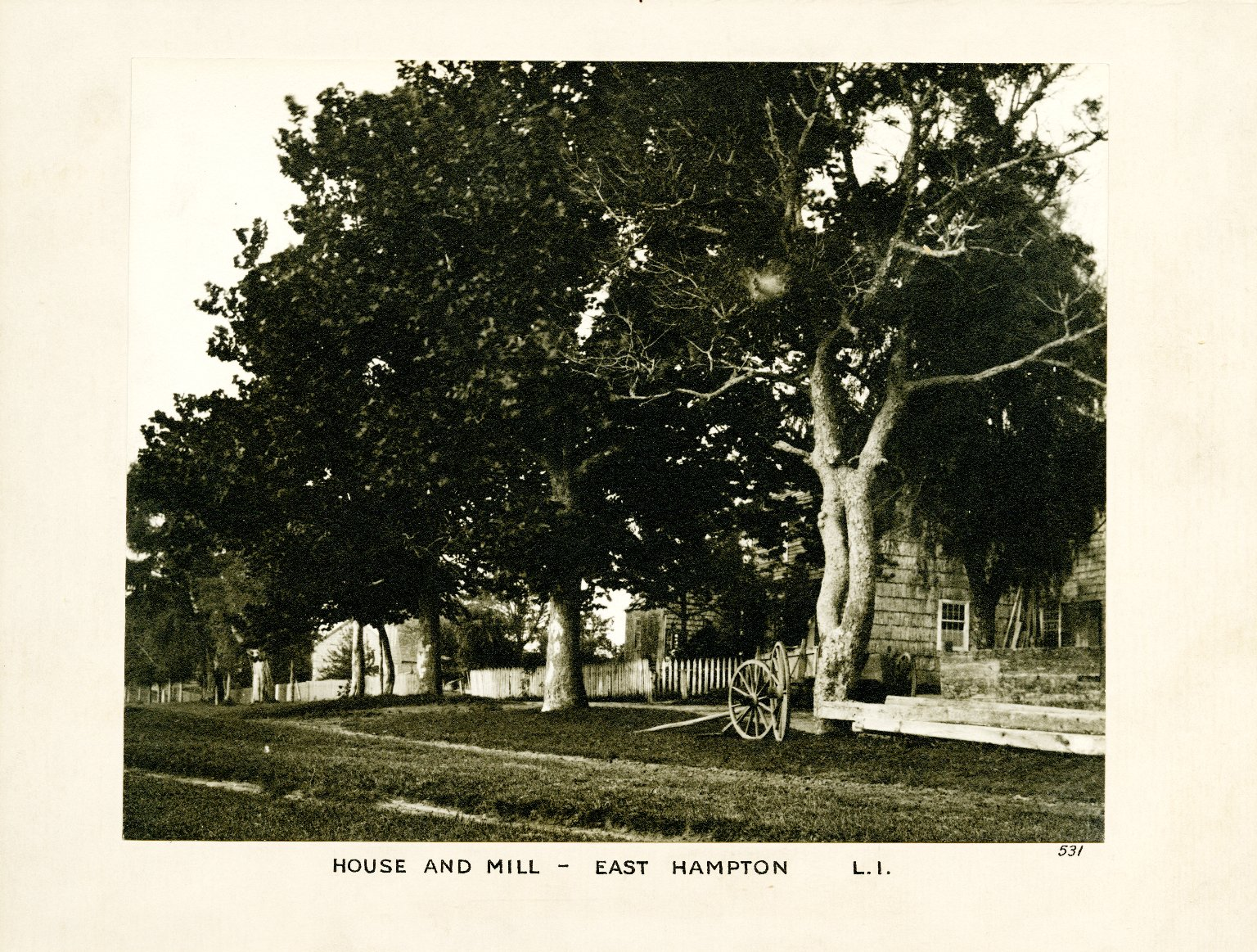

## أعلام
- ديفيد غاردينر
- جاكسون بولوك
- هيلين جاكوبز
- جورج هانتينغتون
- هوارد دين
- إدوارد بيتشر
- ويليام غاديس
- كاثارين بيتشر
- ستانلي شاشتر
- جوزيف هيلر